# Катерина Бондаренко
Катерина Бондаренко (на украински: Катерина Володимирівна Бондаренко) е професионална тенисистка от Украйна.
Тя е по-малката сестра на Альона Бондаренко, заедно с която са неизменна част от представителния отбор на Украйна за „Фед Къп“. В спортното семейство има още 1 тенисистка, която пробива в професионалния тенис – сестра им Валерия Бондаренко.
Катерина Бондаренко започва активната си състезателна кариера през 2000 г. Първата си титла при девойките тя завоюва през 2004 г. на кортовете на „Уимбълдън“. Първите ѝ треньори са родителите ѝ – Владимир и Наталия, които се грижат за имиджа на спортното семейство.
През 2008 г., Катерина печели за първи път турнир от Големия шлем заедно със сестра си Альона Бондаренко. Това се случва по време на изданието на „Откритото първенство на Австралия“ през 2008 г. Тогава двете сестри елиминират на финала съпротивата на Шахар Пеер и Виктория Азаренка. Само месец по-късно през същата година „семейния дует“ на сестрите Бондаренко печели нова титла по двойки, този път на турнира „Газ дьо Франс Оупън“. Лятото на 2008 г. остава паметно за Катерина Бондаренко, защото тогава тя печели и първата си титла на сингъл на турнира в Бирмингам. Там тя побеждава белгийската тенисистка Янина Викмайер със 7:6, 3:6, 7:6.
В актива на Катерина Бондаренко има още един спечелен турнир по двойки през 2009 г. в Прага, отново с партньор Альона Бондаренко. В този финал двете сестри побеждават представителките на домакините – Ивета Бенешова и Барбора Захлавова-Стрицова с 6:1, 6:2. Катерина Бондаренко има и загубени три финални мача по двойки заедно със сестра си Альона, единия от които е на Олимпийските игри в Пекин през 2008 г.
В турнирите от Големия шлем, най-сериозното постижение на украинската тенисистка на сингъл е четвъртфинала на „Откритото първенство на САЩ“ през 2009 г., който тя губи от Янина Викмайер с резултат 5:7, 4:6.